# Życie jest piękne (singel)
Życie jest piękne – singel polskich raperów Kiza i Tymka, promujący album studyjny, zatytułowany Pegaz. Singel został wydany 12 czerwca 2019.
Nagranie otrzymało w Polsce status podwójnej platynowej płyty.

## Geneza utworu i historia wydania
Utwór napisali i skomponowali Patryk Woziński, Kamil Pisarski i Tymoteusz Bucki.
Singel ukazał się w formacie digital download 12 czerwca 2019 w Polsce za pośrednictwem wytwórni płytowej Spacerange. Kompozycja została umieszczona na trzecim albumie studyjnym Kiza – Pegaz.

## Teledysk
Do utworu powstał teledysk, który udostępniono w dniu premiery singla za pośrednictwem serwisu YouTube.

## Lista utworów
- Digital download[5]

1. „Życie jest piękne” – 2:57

## Certyfikaty
| Kraj          | Certyfikat         |
| ------------- | ------------------ |
| Polska (ZPAV) | 2x platynowa płyta |